# Terminología actualizada de procedimientos médicos
El conjunto de códigos conocido como Current Procedural Terminology - CPT, es un catálogo mantenido por la Asociación Médica Americana a través del panel editorial CPT.
Este catálogo describe los servicios médicos, quirúrgicos y de diagnóstico con el fin de unificar dicha información entre médicos, codificadores, pacientes, instituciones, organizaciones de acreditación y administradores. Esta codificación unificada permite homogeneizar tareas administrativas, financieras y analíticas en el sector.
La versión actual del CPT es CPT2007.

## Tipos de Códigos
Existen tres tipos de códigos CPT:
- Códigos de categoría I.
- Códigos de categoría II - Para la Medición del desempeño
- Códigos de categoría III - Para tecnologías emergentes.

El CPT esta actualmente reconocido como de nivel I por el Centro de Servicios Médicos (CMS)

## Derechos de Autor
CPT es una marca registrada de la American Medical Association. Esto imposibilita el uso libre de esta codificación.